# 辺川駅
辺川駅（へがわえき）は、徳島県海部郡牟岐町大字橘にある、四国旅客鉄道（JR四国）牟岐線の駅である。

## 歴史
- 1942年（昭和17年）7月1日：開業[2]。当初は計画になかったが、地元の猛烈な陳情により設置が決まった。橘の集落に駅はできたが、すでに牟岐線内に阿波橘駅があり、仕方なく隣の集落名を使用した[3]。
- 1959年（昭和34年）3月1日：貨物取扱廃止[2]。
- 1970年（昭和45年）4月1日：荷物扱い廃止[4]。無人駅となる[5]。
- 1987年（昭和62年）4月1日：国鉄分割民営化によりJR四国の駅となる[2]。

## 駅構造
単式ホーム1面1線を有する地上駅。駅舎はなく、ブロック積みの待合所がホーム上にある。ホームはかなりきついカーブを描いている。
開業当初は有人駅だったが周辺の過疎化から利用客が減り、1970年（昭和45年）に無人化された。国鉄時代は廃屋のような駅舎が残っていたが、取り壊された。
2010年3月13日のダイヤ改正までにホームかさ上げ施工がなされ、同時期にバリアフリー工事として、車椅子や身障者用の手すり付きスロープも設置された。汲み取り式の男女共用トイレとテレホンカード対応の公衆電話がホーム出入口前にあったが、トイレは2019年に廃止された。

## 駅周辺
海岸から少し離れた内陸部で、周囲は田圃が多い。しかし、駅前やその周辺に2・3軒ずつ民家が点在するので、いわゆる「秘境駅」という印象は薄い。未舗装ながら駅前広場を持つ。
- 国道55号
- 牟岐川
- 喜来川

## 隣の駅
四国旅客鉄道（JR四国）
■牟岐線
■普通
山河内駅 (M22) - 辺川駅 (M23) - 牟岐駅 (M24)